# Desenfrenadas
Desenfrenadas (Aceleradas em português) é uma série mexicana original Netflix criada por Diego Martínez Ulanosky. A série segue a história de três jovens amigas da Cidade do México que fazem uma viagem de fim de semana a Oaxaca, onde encontram uma quarta garota local que as obriga a mudar de rumo, literal e figurativamente.
Desenfrenadas é protagonizada por Vera (Tessa Ia), uma blogueira de moda que acredita ser a reencarnação de Kurt Cobain; Rocío (Bárbara López), estudante de neurocirurgia com uma vida supostamente perfeita, mas sufocante; Carlota (Lucía Uribe Bracho), feminista e artista incapaz de compartilhar suas criações com o mundo por medo de julgamento; e Marcela (Coty Camacho), uma garota viciada em um relacionamento tóxico e cercada por um ambiente hostil. A série ainda conta com performances especiais de Fernando Ciangherotti, Angélica Aragón, Tara Parra, Victorio D'Alessandro e Caloncho.
A produção de Desenfrenadas foi realizada pela CAPONETO. As filmagens da série começaram em 15 de abril de 2019 e terminaram em 22 de junho de 2019, com locações na Cidade do México e nos estados do México e Oaxaca.
Os 10 episódios da primeira temporada foram publicados pela Netflix em 28 de fevereiro de 2020 em todo o mundo, com um alcance de mais de 190 países.

## Sinopse
Vera (Tessa Ia), uma blogueira de moda; Rocío (Bárbara López), estudante de neurocirurgia, atleta e filha modelo; e Carlota (Lucía Uribe), poeta com idéias feministas, são três mulheres na metade dos vinte anos que vivem na Cidade do México. Elas são amigas desde a infância e, apesar de terem atitudes muito diferentes entre si, têm um ponto em comum: nenhuma delas está realmente feliz com a direção que sua vida tomou.
Vera chega ao fundo do poço no trabalho e começa a sentir que seu relacionamento co-dependente com homens da moda, como Chris (Sebastián Buitrón), não a satisfaz mais. Rocío está prestes a se mudar - junto com seu noivo Juanpi (Tomás Ruiz) - para a Suécia graças a uma bolsa de estudos, mas a memória de Sofía (Camila Valero), sua irmã mais nova falecida recentemente, deixou a margem para questionar suas prioridades. Carlota não tem nada a perder: ela vive com uma mãe dominante e passa os dias flertando com um namorado cibernético que ela não conhece na vida real, além de escrever poesia que não consegue ler em voz alta para os outros.
Na véspera da partida de Rocío, Vera propõe uma viagem de despedida na qual elas podem relaxar e esquecer tudo em Oaxaca. No entanto, no meio do caminho elas encontram Marcela (Coty Camacho), uma garota com histórico de violência, abuso e um relacionamento muito destrutivo com Joshua (Diego Calva).
Sem perceber completamente, a viagem começa a mudar em uma nova direção e todas elas entram em terras desconhecidas que as levam para longe de casa, mas as aproximam de si mesmas.

## Elenco

### Principais
- Tessa Ía como Vera
- Bárbara López como Rocío
- Lucía Uribe como Carlota
- Coty Camacho como Marcela

### Recorrentes
- Tomás Ruiz Leycegui como Juan Pablo "Juanpi"
- Diego Calva como Joshua
- Fernando Ciangherotti como Ignacio
- Mar Carrera como Eva
- Sebastián Buitrón como Chris
- Gabriel Chávez como El Sapo
- Silvia Gómez como Yunuén
- Jimena Padilla como Andrea
- Meteora Fontana como Bibiana
- Lucca Zuberbuhler como Mike

### Atuações especiais
- Angélica Aragón como Juana
- Victorio D'Alessandro como Tobías
- Caloncho como Gaspar
- Camila Valero como Sofía
- Tara Parra como Teté
- Vince Miranda como Carlos

## Trilha sonora
A trilha sonora coleta músicas de uma grande variedade de artistas, reforçando momentos importantes na história dos personagens. Colaborações musicais notáveis incluem faixas de Natalia Lafourcade, Elsa e Elmar, Nathy Peluso, Ms Nina, Ruzzi, Tomasa del Real, Chromatics, Hello Seahorse!, Juan Pablo Vega e María Daniela e seu Sonido Lasser.

## Prêmios e Indicações
| E! TV's Top Leading Lady | E! TV's Top Leading Lady | E! TV's Top Leading Lady | E! TV's Top Leading Lady |
| Ano                      | Categoria                | Destinatário             | Resultado                |
| ------------------------ | ------------------------ | ------------------------ | ------------------------ |
| 2020                     | Melhor atriz de TV       | Tessa Ia                 | Indicada                 |
| 2020                     | Melhor atriz de TV       | Bárbara López            | Indicada                 |